# Battleground (2016)
Battleground 2016 — июльское главное шоу от рестлинг-промоушна WWE, транслируемое на WWE Network. Мероприятие прошло 24 июля на арене Verizon Center в Вашингтоне и стало 4 шоу из серии Battleground и первым платным шоу после разделения брендов WWE 19 июля.

## Результаты матчей
| №                                                                                       | Результаты | Условия                                                | Время |
| --------------------------------------------------------------------------------------- | --- | ------------------------------------------------------ | ----- |
| 1P                                                                                      | Бризанго (Фанданго и Тайлер Бриз) победили Братьев Усо (Джей и Джимми)                                             | Командный матч                                         | 5:26  |
| 2                                                                                       | Саша Бэнкс и Бэйли победили Шарлотт и Дану Брук по болевому                                                        | Командный матч                                         | 7:25  |
| 3                                                                                       | Семья Уайаттов (Брэй Уайатт, Эрик Роуэн и Брон Строумэн) победили Новый день (Кофи Кингстон, Биг И и Ксавье Вудса) | Командый матч 3 на 3                                   | 8:47  |
| 4                                                                                       | Русев (ч) (с Ланой) победил Зака Райдера по болевому                                                               | Одиночный матч за Чемпионство Соединённых Штатов WWE   | 7:01  |
| 5                                                                                       | Сэми Зейн победил Кевина Оуэнса                                                                                    | Одиночный матч                                         | 18:22 |
| 6                                                                                       | Наталья победила Бекки Линч по болевому                                                                            | Одиночный матч                                         | 9:04  |
| 7                                                                                       | Матч Миза (ч) (с Марис) против Даррена Янга (с Бобом Бэкландом) закончился двойной дисквалификацией                | Одиночный матч за Интерконтинентальное чемпионство WWE | 8:41  |
| 8                                                                                       | Большой Касс, Энцо Амор и Джон Сина победили Эй Джей Стайлза, Люка Гэллоуса и Карла Андерсона                      | Командный матч 3 на 3                                  | 14:30 |
| 9                                                                                       | Дин Эмброус (ч) победил Романа Рейнса и Сета Роллинса                                                              | Трёхсторонний матч за Чемпионство WWE                  | 18:03 |
| - (ч) – чемпион на начало матча - P – указывает, что матч прошёл на предварительном шоу | |                                                        |       |